# Итурбе, Алехандро
Алехандро Итурбе Энкабо (исп. Alejandro Iturbe Encabo; род. 2 сентября 2003, Мадрид) — испанский футболист, вратарь клуба «Атлетико Мадрид B». Олимпийский чемпион.

## Клубная карьера
Алехандро с раннего детства болеет за мадридский «Атлетико». Он начинал свой путь в большой футбол в академии этого клуба, пройдя через все детские и юношеские уровни. С сезона 2022/23 он выступает за вторую команду клуба — «Атлетико Мадрид B». Его дебют за неё состоялся 18 сентября 2022 года: вратарь пропустил 2 гола от «Кории» в рамках Сегунда Федерасьон. Всего за два первых сезона в составе резерва «матрасников» он принял участие в 53 встречах и пропустил 51 гол (включая игры плей-офф).

## Международная карьера
Алехандро представлял Испанию на юношеском и молодёжном уровнях с 2019 года. В 2020 году в составе юношеской сборной Испании до 17 лет он стал победителем турнира в Алгарве. В 2024 году Алехандро был членом олимпийской сборной Испании и принимал участие в олимпийском футбольном турнире. На нём он целиком отыграл встречу с олимпийской сборной Египта, пропустив в ней 2 гола. Испанцы выиграли турнир.

## Достижения
Сборная Испании (до 17 лет)
- Победитель турнира в Алгарве (1): 2020

Сборная Испании
- Олимпийский чемпион (1): 2024